# Deuxième circonscription des Deux-Sèvres
La deuxième circonscription des Deux-Sèvres est l'une des trois circonscriptions législatives françaises que compte le département des Deux-Sèvres.

## La circonscription de 1958 à 1986

### Description géographique

Carte de la deuxième circonscription des Deux-Sèvres de 1958 à 1986

Dans le découpage électoral de 1958, la deuxième circonscription des Deux-Sèvres était composée des cantons suivants :
- Canton de Champdeniers
- Canton de Coulonges-sur-l'Autize
- Canton de Mazières-en-Gâtine
- Canton de Ménigoute
- Canton de Moncoutant
- Canton de La Mothe-Saint-Héray
- Canton de Parthenay
- canton de Saint-Loup-sur-Thouet
- Canton de Saint-Maixent-l'École-1
- Canton de Saint-Maixent-l'École-2
- Canton de Secondigny
- Canton de Thénezay.

### Historique des députations
| Législature | Début de mandat | Fin de mandat  | Député           | Parti politique | Observations |
| ----------- | --------------- | -------------- | ---------------- | --------------- | --- |
| Ire         | 9 décembre 1958 | 9 octobre 1962 | Jacques Fouchier | CNIP            | Mandat écourté à la suite d'une dissolution parlementaire décidée par Charles de Gaulle.                                                                                                |
| IIe         | 6 décembre 1962 | 2 avril 1967   | Jacques Fouchier | CD              | |
| IIIe        | 3 avril 1967    | 30 mai 1968    | Jacques Fouchier | CD              | Mandat écourté à la suite d'une dissolution parlementaire décidée par Charles de Gaulle.                                                                                                |
| IVe         | 11 juillet 1968 | 1er avril 1973 | Jacques Fouchier | CD              | |
| Ve          | 2 avril 1973    | 2 avril 1978   | Jacques Fouchier | CD              | |
| VIe         | 3 avril 1978    | 7 mai 1978     | Jacques Fouchier | UDF             | Remplacé à partir du 7 mai 1978 par Jean Pineau à la suite de sa nomination au gouvernement. Mandat écourté à la suite d'une dissolution parlementaire décidée par François Mitterrand. |
| VIe         | 7 mai 1978      | 22 mai 1981    | Jean Pineau      | UDF             | Remplacé à partir du 7 mai 1978 par Jean Pineau à la suite de sa nomination au gouvernement. Mandat écourté à la suite d'une dissolution parlementaire décidée par François Mitterrand. |
| VIIe        | 2 juillet 1981  | 1er avril 1986 | Jacques Fouchier | UDF             | |
| VIIIe       | 2 avril 1986    | 14 mai 1988    | Aucun            | Aucun           | Proportionnelle par département, pas de député par circonscription. Mandat écourté à la suite d'une dissolution parlementaire décidée par François Mitterrand.                          |

### Élections de 1958
| Candidat           | Candidat                 | Parti          | Premier tour | Premier tour | Second tour | Second tour |  |
| Candidat           | Candidat                 | Parti          | Voix         | %            | Voix        | %           |  |
| ------------------ | ------------------------ | -------------- | ------------ | ------------ | ----------- | ----------- |  |
|                    | Jacques Fouchier élu     | CNIP           | 14 541       | 28,16        | 29 986      | 59,96       |  |
|                    | Pierre Lebon             | UNR            | 10 866       | 21,05        | 16 255      | 32,5        |  |
|                    | Guy Marchand             | MRP            | 8 224        | 15,93        | Retrait     | Retrait     |  |
|                    | Yvan Quintard            | Radsoc         | 6 200        | 12,01        | Retrait     | Retrait     |  |
|                    | Charles Beauchet-Filleau | Modérés        | 5 017        | 9,72         | Retrait     | Retrait     |  |
|                    | René Julé                | PCF            | 3 485        | 6,75         | 3 773       | 7,54        |  |
|                    | Eustache Cuicci          | UFF            | 3 297        | 6,39         | Retrait     | Retrait     |  |
|                    |                          |                |              |              |             |             |  |
| Inscrits           | Inscrits                 | Inscrits       | 69 645       | 100,00       | 69 643      | 100,00      |  |
| Abstentions        | Abstentions              | Abstentions    | 16 186       | 23,24        | 18 050      | 25,92       |  |
| Votants            | Votants                  | Votants        | 53 459       | 76,76        | 51 593      | 74,08       |  |
| Blancs et nuls     | Blancs et nuls           | Blancs et nuls | 1 829        | 3,42         | 1 579       | 3,06        |  |
| Exprimés           | Exprimés                 | Exprimés       | 51 630       | 96,58        | 50 014      | 96,94       |  |
| Source : Data.gouv |                          |                |              |              |             |             |  |

Le suppléant de Jacques Fouchier était André Néraudeau, maire de Secondigny.

### Élections de 1962
| Candidat           | Candidat                       | Parti          | Premier tour | Premier tour | Second tour | Second tour |  |
| Candidat           | Candidat                       | Parti          | Voix         | %            | Voix        | %           |  |
| ------------------ | ------------------------------ | -------------- | ------------ | ------------ | ----------- | ----------- |  |
|                    | Jacques Fouchier sortant réélu | CNIP           | 15 631       | 35,73        | 19 935      | 42,36       |  |
|                    | Henry Ingrand                  | UNR-UDT        | 11 736       | 26,83        | 14 530      | 30,87       |  |
|                    | Michel Vallet                  | SFIO           | 6 158        | 14,08        | 8 945       | 19,01       |  |
|                    | Henri Dénoue                   | UFF            | 4 112        | 9,4          | 3 652       | 7,76        |  |
|                    | René Julé                      | PCF            | 3 189        | 7,29         | Retrait     | Retrait     |  |
|                    | Raymond Joubert                | MRP            | 2 919        | 6,67         | Retrait     | Retrait     |  |
|                    |                                |                |              |              |             |             |  |
| Inscrits           | Inscrits                       | Inscrits       | 68 522       | 100,00       | 68 512      | 100,00      |  |
| Abstentions        | Abstentions                    | Abstentions    | 22 753       | 33,21        | 20 068      | 29,29       |  |
| Votants            | Votants                        | Votants        | 45 769       | 66,79        | 48 444      | 70,71       |  |
| Blancs et nuls     | Blancs et nuls                 | Blancs et nuls | 2 024        | 4,42         | 1 382       | 2,85        |  |
| Exprimés           | Exprimés                       | Exprimés       | 43 745       | 95,58        | 47 062      | 97,15       |  |
| Source : Data.gouv |                                |                |              |              |             |             |  |

Le suppléant de Jacques Fouchier était André Néraudeau, maire de Secondigny.

### Élections de 1967
| Candidat           | Candidat                       | Parti          | Premier tour | Premier tour | Second tour | Second tour |  |
| Candidat           | Candidat                       | Parti          | Voix         | %            | Voix        | %           |  |
| ------------------ | ------------------------------ | -------------- | ------------ | ------------ | ----------- | ----------- |  |
|                    | Jacques Fouchier sortant réélu | CNIP (PDM)     | 24 031       | 46,29        | 25 502      | 50,31       |  |
|                    | René Boisseau                  | UD-Ve          | 12 926       | 24,9         | 11 625      | 22,93       |  |
|                    | Louis Talineau                 | FGDS (SFIO)    | 9 235        | 17,79        | 13 561      | 26,75       |  |
|                    | Michel Le Goff                 | PCF            | 5 724        | 11,03        |             |             |  |
|                    |                                |                |              |              |             |             |  |
| Inscrits           | Inscrits                       | Inscrits       | 65 814       | 100,00       | 65 812      | 100,00      |  |
| Abstentions        | Abstentions                    | Abstentions    | 12 368       | 18,79        | 14 159      | 21,51       |  |
| Votants            | Votants                        | Votants        | 53 446       | 81,21        | 51 653      | 78,49       |  |
| Blancs et nuls     | Blancs et nuls                 | Blancs et nuls | 1 530        | 2,86         | 965         | 1,87        |  |
| Exprimés           | Exprimés                       | Exprimés       | 51 916       | 97,14        | 50 688      | 98,13       |  |
| Source : Data.gouv |                                |                |              |              |             |             |  |

Le suppléant de Jacques Fouchier était Georges Fort, avoué, conseiller municipal de Parthenay.

### Élections de 1968
|                    | Jacques Fouchier sortant réélu | CD (PDM)       | 35 964 | 70,27  |  |  |  |
|                    | Louis Talineau                 | FGDS (SFIO)    | 11 257 | 22,00  |  |  |  |
|                    | Michel Le Goff                 | PCF            | 3 956  | 7,73   |  |  |  |
|                    |                                |                |        |        |  |  |  |
| Inscrits           | Inscrits                       | Inscrits       | 65 239 | 100,00 |  |  |  |
| Abstentions        | Abstentions                    | Abstentions    | 12 641 | 19,38  |  |  |  |
| Votants            | Votants                        | Votants        | 52 598 | 80,62  |  |  |  |
| Blancs et nuls     | Blancs et nuls                 | Blancs et nuls | 1 421  | 2,7    |  |  |  |
| Exprimés           | Exprimés                       | Exprimés       | 51 177 | 97,3   |  |  |  |
| Source : Data.gouv |                                |                |        |        |  |  |  |

Le suppléant de Jacques Fouchier était Georges Fort.

### Élections de 1973
|                    | Jacques Fouchier sortant réélu | CDP (URP)      | 30 927 | 60,28  |  |  |  |
|                    | Pierre Beaufort                | PS (UGSD)      | 15 251 | 29,73  |  |  |  |
|                    | Michel Le Goff                 | PCF            | 5 127  | 9,99   |  |  |  |
|                    |                                |                |        |        |  |  |  |
| Inscrits           | Inscrits                       | Inscrits       | 66 214 | 100,00 |  |  |  |
| Abstentions        | Abstentions                    | Abstentions    | 12 463 | 18,82  |  |  |  |
| Votants            | Votants                        | Votants        | 53 751 | 81,18  |  |  |  |
| Blancs et nuls     | Blancs et nuls                 | Blancs et nuls | 2 446  | 4,55   |  |  |  |
| Exprimés           | Exprimés                       | Exprimés       | 51 305 | 95,45  |  |  |  |
| Source : Data.gouv |                                |                |        |        |  |  |  |

Le suppléant de Jacques Fouchier était Jean Pineau, Premier adjoint au maire de Châtillon-sur-Thouet.

### Élections de 1978
|                | Jacques Fouchier sortant réélu | app. UDF       | 35 811 | 59,39  |  |  |  |
|                | Pierre Beaufort                | PS             | 16 643 | 27,6   |  |  |  |
|                | Gisèle Frère                   | PCF            | 5 359  | 8,89   |  |  |  |
|                | Philippe Gervaiseau            | LO             | 2 482  | 4,12   |  |  |  |
|                |                                |                |        |        |  |  |  |
| Inscrits       | Inscrits                       | Inscrits       | 72 829 | 100,00 |  |  |  |
| Abstentions    | Abstentions                    | Abstentions    | 10 593 | 14,55  |  |  |  |
| Votants        | Votants                        | Votants        | 62 236 | 85,45  |  |  |  |
| Blancs et nuls | Blancs et nuls                 | Blancs et nuls | 1 941  | 3,12   |  |  |  |
| Exprimés       | Exprimés                       | Exprimés       | 60 295 | 96,88  |  |  |  |

Le suppléant de Jacques Fouchier était Jean Pineau. Jean Pineau remplaça Jacques Fouchier, nommé membre du gouvernement, du 7 mai 1978 au 22 mai 1981.

### Élections de 1981
|                | Jacques Fouchier sortant réélu | CNIP (UNM)     | 29 106 | 52,79  |  |  |  |
|                | Michel Hervé                   | PS             | 22 979 | 41,68  |  |  |  |
|                | Gisèle Frère                   | PCF            | 3 053  | 5,54   |  |  |  |
|                |                                |                |        |        |  |  |  |
| Inscrits       | Inscrits                       | Inscrits       | 74 568 | 100,00 |  |  |  |
| Abstentions    | Abstentions                    | Abstentions    | 18 303 | 24,55  |  |  |  |
| Votants        | Votants                        | Votants        | 56 265 | 75,45  |  |  |  |
| Blancs et nuls | Blancs et nuls                 | Blancs et nuls | 1 127  | 2      |  |  |  |
| Exprimés       | Exprimés                       | Exprimés       | 55 138 | 98     |  |  |  |

Le suppléant de Jacques Fouchier était Jean Pineau.

## La circonscription de 1986 à 2010

Carte de la deuxième circonscription des Deux-Sèvres de 1986 à 2012

### Description géographique et démographique
Dans le découpage électoral de la loi n°86-1197 du 24 novembre 1986
, la circonscription regroupe les cantons suivants : 
- Canton de Beauvoir-sur-Niort
- Canton de Brioux-sur-Boutonne
- Canton de Celles-sur-Belle
- Canton de Chef-Boutonne
- Canton de Frontenay-Rohan-Rohan
- Canton de Lezay
- Canton de Mauzé-sur-le-Mignon
- Canton de Melle
- Canton de La Mothe-Saint-Héray
- Canton de Saint-Maixent-l'École-1
- Canton de Saint-Maixent-l'École-2
- Canton de Sauzé-Vaussais

D'après le recensement général de la population en 1999, réalisé par l'Institut national de la statistique et des études économiques (INSEE), la population totale de cette circonscription était alors estimée à 90601 habitants.

### Historique des députations
| Législature | Début de mandat | Fin de mandat  | Député              | Parti politique | Observations |
| ----------- | --------------- | -------------- | ------------------- | --------------- | --- |
| IXe         | 23 juin 1988    | 2 mai 1992     | Ségolène Royal,     | PS,             | Remplacée à partir du 2 mai 1992 par Jean-Pierre Marché à la suite de sa nomination au gouvernement.                           |
| IXe         | 2 mai 1992      | 1er avril 1993 | Jean-Pierre Marché, | PS,             | Remplacée à partir du 2 mai 1992 par Jean-Pierre Marché à la suite de sa nomination au gouvernement.                           |
| Xe          | 2 avril 1993    | 21 avril 1997  | Ségolène Royal,     | PS,             | Mandat écourté à la suite d'une dissolution parlementaire décidée par Jacques Chirac.                                          |
| XIe         | 12 juin 1997    | 4 juillet 1997 | Ségolène Royal      | PS              | Remplacée à partir du 4 juillet 1997 par Jean-Pierre Marché (PS puis non-inscrit) à la suite de sa nomination au gouvernement. |
| XIe         | 4 juillet 1997  | 18 juin 2002   | Jean-Pierre Marché  | PS              | Remplacée à partir du 4 juillet 1997 par Jean-Pierre Marché (PS puis non-inscrit) à la suite de sa nomination au gouvernement. |
| XIIe        | 19 juin 2002    | 19 juin 2007   | Ségolène Royal,     | PS,             | |
| XIIIe       | 20 juin 2007    | 19 juin 2012   | Delphine Batho,     | PS,             | |

### Élections de 1988
| Candidat       | Candidat            | Parti                      | Premier tour | Premier tour | Second tour | Second tour |  |
| Candidat       | Candidat            | Parti                      | Voix         | %            | Voix        | %           |  |
| -------------- | ------------------- | -------------------------- | ------------ | ------------ | ----------- | ----------- |  |
|                | Pierre Billard      | UDF (AD) (URC)             | 17 767       | 40,39        | 23 874      | 49,43       |  |
|                | Ségolène Royal élue | PS                         | 16 903       | 38,42        | 24 426      | 50,57       |  |
|                | Camille Lemberton   | Divers gauche (Maj. prés.) | 5 043        | 11,46        |             |             |  |
|                | Max Rouvreau        | PCF                        | 2 356        | 5,36         |             |             |  |
|                | Maurice Briand      | FN                         | 1 921        | 4,37         |             |             |  |
|                |                     |                            |              |              |             |             |  |
| Inscrits       | Inscrits            | Inscrits                   | 67 346       | 100,00       | 67 340      | 100,00      |  |
| Abstentions    | Abstentions         | Abstentions                | 22 195       | 32,96        | 18 062      | 26,82       |  |
| Votants        | Votants             | Votants                    | 45 151       | 67,04        | 49 278      | 73,18       |  |
| Blancs et nuls | Blancs et nuls      | Blancs et nuls             | 1 161        | 2,57         | 978         | 1,98        |  |
| Exprimés       | Exprimés            | Exprimés                   | 43 990       | 97,43        | 48 300      | 98,02       |  |

Le suppléant de Ségolène Royal était Jean-Pierre Marché. Jean-Pierre Marché remplaça Ségolène Royal, nommée membre du gouvernement, du 3 mai 1992 au 1er avril 1993.

### Élections de 1993
| Candidat       | Candidat            | Parti          | Premier tour | Premier tour | Second tour | Second tour |  |
| Candidat       | Candidat            | Parti          | Voix         | %            | Voix        | %           |  |
| -------------- | ------------------- | -------------- | ------------ | ------------ | ----------- | ----------- |  |
|                | Ségolène Royal élue | PS (ADFP)      | 19 923       | 42,41        | 26 437      | 53,44       |  |
|                | Léopold Moreau      | UDF (PR)       | 17 829       | 37,95        | 23 029      | 46,56       |  |
|                | Guy Gaubert         | FN             | 2 745        | 5,84         |             |             |  |
|                | André Pacher        | Les Verts (EÉ) | 2 617        | 5,57         |             |             |  |
|                | Max Rouvreau        | PCF            | 1 980        | 5,16         |             |             |  |
|                | Véronique Piart     | Divers droite  | 896          | 1,91         |             |             |  |
|                | Nathalie Billon     | LT-LNÉ         | 876          | 1,86         |             |             |  |
|                |                     |                |              |              |             |             |  |
| Inscrits       | Inscrits            | Inscrits       | 68 306       | 100,00       | 68 306      | 100,00      |  |
| Abstentions    | Abstentions         | Abstentions    | 18 331       | 26,84        | 16 832      | 24,64       |  |
| Votants        | Votants             | Votants        | 49 975       | 73,16        | 51 474      | 75,36       |  |
| Blancs et nuls | Blancs et nuls      | Blancs et nuls | 2 996        | 5,99         | 2 008       | 3,9         |  |
| Exprimés       | Exprimés            | Exprimés       | 46 979       | 94,01        | 49 466      | 96,1        |  |

Le suppléant de Ségolène Royal était Jean-Pierre Marché.

### Élections de 1997
| Candidat       | Candidat                       | Parti          | Premier tour | Premier tour | Second tour | Second tour |  |
| Candidat       | Candidat                       | Parti          | Voix         | %            | Voix        | %           |  |
| -------------- | ------------------------------ | -------------- | ------------ | ------------ | ----------- | ----------- |  |
|                | Ségolène Royal sortante réélue | PS (Les Verts) | 22 426       | 49,11        | 29 377      | 61,82       |  |
|                | Léopold Moreau                 | UDF (PPDF)     | 13 850       | 30,33        | 18 147      | 38,18       |  |
|                | Pierre Lucas                   | FN             | 3 325        | 7,28         |             |             |  |
|                | Max Rouvreau                   | PCF            | 2 678        | 5,86         |             |             |  |
|                | Philippe Grandin               | LDI (MPF)      | 1 535        | 3,36         |             |             |  |
|                | Marinette Veyssière            | PT             | 1 304        | 2,86         |             |             |  |
|                | Guy Melani                     | Divers         | 547          | 1,20         |             |             |  |
|                |                                |                |              |              |             |             |  |
| Inscrits       | Inscrits                       | Inscrits       | 67 282       | 100,00       | 67 281      | 100,00      |  |
| Abstentions    | Abstentions                    | Abstentions    | 18 370       | 27,3         | 17 248      | 25,64       |  |
| Votants        | Votants                        | Votants        | 48 912       | 72,7         | 50 033      | 74,36       |  |
| Blancs et nuls | Blancs et nuls                 | Blancs et nuls | 3 247        | 6,64         | 2 509       | 5,01        |  |
| Exprimés       | Exprimés                       | Exprimés       | 45 665       | 93,36        | 47 524      | 94,99       |  |

Le suppléant de Ségolène Royal était Jean-Pierre Marché. Jean-Pierre Marché remplaça Ségolène Royal, nommée membre du gouvernement, du 5 juillet 1997 au 18 juin 2002.

### Élections de 2002
| Candidat       | Candidat                       | Parti          | Premier tour | Premier tour | Second tour | Second tour |  |
| Candidat       | Candidat                       | Parti          | Voix         | %            | Voix        | %           |  |
| -------------- | ------------------------------ | -------------- | ------------ | ------------ | ----------- | ----------- |  |
|                | Ségolène Royal sortante réélue | PS             | 21 816       | 46,21        | 25 123      | 55,05       |  |
|                | Valérie Cauvin                 | UMP            | 16 148       | 34,21        | 20 515      | 44,95       |  |
|                | Lucie Chaumeron                | FN             | 2 433        | 5,15         |             |             |  |
|                | Geneviève Paillaud             | Les Verts      | 1 220        | 2,58         |             |             |  |
|                | Alain Bernelas                 | CPNT           | 1 162        | 2,46         |             |             |  |
|                | Guy Melani                     | Divers         | 1 145        | 2,43         |             |             |  |
|                | Max Rouvreau                   | PCF            | 789          | 1,67         |             |             |  |
|                | Jean-Louis Garain              | LCR            | 774          | 1,64         |             |             |  |
|                | Philippe Grandin               | MPF            | 503          | 1,07         |             |             |  |
|                | Nicole Poupinot                | LO             | 406          | 0,86         |             |             |  |
|                | Éric Peltier                   | Divers         | 320          | 0,68         |             |             |  |
|                | Jocelyne Baussant              | PT             | 265          | 0,56         |             |             |  |
|                | Pierre Favreau                 | MNR            | 225          | 0,48         |             |             |  |
|                |                                |                |              |              |             |             |  |
| Inscrits       | Inscrits                       | Inscrits       | 70 311       | 100,00       | 70 312      | 100,00      |  |
| Abstentions    | Abstentions                    | Abstentions    | 21 985       | 31,27        | 23 580      | 33,54       |  |
| Votants        | Votants                        | Votants        | 48 326       | 68,73        | 46 732      | 66,46       |  |
| Blancs et nuls | Blancs et nuls                 | Blancs et nuls | 1 120        | 2,32         | 1 094       | 2,34        |  |
| Exprimés       | Exprimés                       | Exprimés       | 47 206       | 97,68        | 45 638      | 97,66       |  |

Le suppléant de Ségolène Royal était Éric Gautier, enseignant, maire de Beaussais, conseiller général du canton de Celles-sur-Belle.

### Élections de 2007
| Candidat       | Candidat                  | Parti          | Premier tour | Premier tour | Second tour | Second tour |  |
| Candidat       | Candidat                  | Parti          | Voix         | %            | Voix        | %           |  |
| -------------- | ------------------------- | -------------- | ------------ | ------------ | ----------- | ----------- |  |
|                | Delphine Batho élue       | PS             | 20 690       | 44,56        | 26 524      | 57,42       |  |
|                | Jean-Pierre Griffault     | UMP            | 16 131       | 34,74        | 19 669      | 42,58       |  |
|                | Simone Gendreau-Donnefort | UDF–MoDem      | 2 947        | 6,35         |             |             |  |
|                | Geneviève Paillaud        | Les Verts      | 1 539        | 3,31         |             |             |  |
|                | Iris Tisserand            | MPF            | 1 454        | 3,13         |             |             |  |
|                | Gisèle Sicot              | LCR            | 1 441        | 3,10         |             |             |  |
|                | Jean-Romée Charbonneau    | FN             | 1 312        | 2,83         |             |             |  |
|                | Nicole Poupinot           | LO             | 481          | 1,04         |             |             |  |
|                | Gilles Athanassoff        | Divers         | 430          | 0,93         |             |             |  |
|                | Anne-Marie Vicquelin      | Divers         | 8            | 0,02         |             |             |  |
|                |                           |                |              |              |             |             |  |
| Inscrits       | Inscrits                  | Inscrits       | 73 622       | 100,00       | 73 688      | 100,00      |  |
| Abstentions    | Abstentions               | Abstentions    | 25 931       | 35,22        | 26 291      | 35,68       |  |
| Votants        | Votants                   | Votants        | 47 691       | 64,78        | 47 397      | 64,32       |  |
| Blancs et nuls | Blancs et nuls            | Blancs et nuls | 1 258        | 2,64         | 1 204       | 2,54        |  |
| Exprimés       | Exprimés                  | Exprimés       | 46 433       | 97,36        | 46 193      | 97,46       |  |

## La circonscription depuis 2010

### Description géographique
La deuxième circonscription des Deux-Sèvres a fait l'objet d'une extension de sa délimitation dans le cadre du redécoupage des circonscriptions législatives françaises de 2010, car cette circonscription était alors surreprésentée par rapport à la moyenne nationale (voir la carte de représentativité des circonscriptions législatives françaises), la représentativité théorique par circonscription étant de 105 600 habitants.
À la suite du redécoupage des circonscriptions législatives françaises de 2010, induit par l'ordonnance n° 2009-935 du 29 juillet 2009, ratifiée par le Parlement français le 21 janvier 2010, la deuxième circonscription des Deux-Sèvres regroupe les divisions administratives suivantes :
- Canton de Beauvoir-sur-Niort
- Canton de Brioux-sur-Boutonne
- Canton de Celles-sur-Belle
- Canton de Chef-Boutonne
- Canton de Frontenay-Rohan-Rohan
- Canton de Lezay
- Canton de Mauzé-sur-le-Mignon
- Canton de Melle
- Canton de Ménigoute
- Canton de La Mothe-Saint-Héray
- Canton de Parthenay
- Canton de Saint-Maixent-l'École-1
- Canton de Saint-Maixent-l'École-2
- Canton de Sauzé-Vaussais
- Canton de Thénezay.

### Historique des députations
| Législature | Début de mandat | Fin de mandat | Député         | Parti politique | Observations |
| ----------- | --------------- | ------------- | -------------- | --------------- | --- |
| XIVe        | 20 juin 2012    | 20 juin 2017  | Delphine Batho | PS              | Remplacée à partir du 21 juillet 2012 par Jean-Luc Drapeau (PS) à la suite de sa nomination au gouvernement jusqu'au 2 août 2013. |
| XVe         | 21 juin 2017    | 21 juin 2022  | Delphine Batho | PS ➞ GÉ         | |
| XVIe        | 22 juin 2022    | 9 juin 2024   | Delphine Batho | GÉ              | Mandat écourté à la suite d'une dissolution parlementaire décidée par Emmanuel Macron.                                            |
| XVIIe       | 8 juillet 2024  | En cours      | Delphine Batho | GÉ              | |

### Historique des élections

#### Élections de 2012
|                | Delphine Batho sortante réélue | PS             | 30 226 | 53,18  |  |  |  |
|                | Xavier Argenton                | NC (UMP)       | 13 523 | 23,79  |  |  |  |
|                | Philippe Maurin                | FN             | 5 384  | 9,47   |  |  |  |
|                | Christine Antoine              | FG (PCF)       | 2 416  | 4,25   |  |  |  |
|                | Geneviève Paillaud             | Les Verts      | 1 718  | 3,02   |  |  |  |
|                | Benjamin Roux                  | DLR            | 1 149  | 2,02   |  |  |  |
|                | Solange Brouxel                | MoDem          | 1 015  | 1,79   |  |  |  |
|                | François Royal                 | MPF            | 765    | 1,35   |  |  |  |
|                | André Depouille                | NPA            | 366    | 0,64   |  |  |  |
|                | Nicole Poupinot                | LO             | 239    | 0,42   |  |  |  |
|                | Gilles Athanassof              | Divers         | 37     | 0,07   |  |  |  |
|                |                                |                |        |        |  |  |  |
| Inscrits       | Inscrits                       | Inscrits       | 97 217 | 100,00 |  |  |  |
| Abstentions    | Abstentions                    | Abstentions    | 38 942 | 40,06  |  |  |  |
| Votants        | Votants                        | Votants        | 58 275 | 59,94  |  |  |  |
| Blancs et nuls | Blancs et nuls                 | Blancs et nuls | 1 437  | 2,47   |  |  |  |
| Exprimés       | Exprimés                       | Exprimés       | 56 838 | 97,53  |  |  |  |

#### Élections de 2017
Les élections législatives françaises de 2017 ont eu lieu les dimanches 11 et 18 juin 2017.
|                                                                              |                                                                         |                           |                           |                          |                          |
|                                                                              |                                                                         | Premier tour 11 juin 2017 | Premier tour 11 juin 2017 | Second tour 18 juin 2017 | Second tour 18 juin 2017 |
|                                                                              |                                                                         |                           |                           |                          |                          |
|                                                                              |                                                                         | Nombre                    | % des inscrits            | Nombre                   | % des inscrits           |
| Inscrits                                                                     | Inscrits                                                                | 97 396                    | 100,00                    | 97 375                   | 100,00                   |
| Abstentions                                                                  | Abstentions                                                             | 46 023                    | 47,25                     | 50 299                   | 51,65                    |
| Votants                                                                      | Votants                                                                 | 51 373                    | 52,75                     | 47 076                   | 48,35                    |
|                                                                              |                                                                         | Suffrages                 | % des votants             | Suffrages                | % des votants            |
| Bulletins blancs                                                             | Bulletins blancs                                                        | 791                       | 1,54                      | 2 041                    | 4,34                     |
| Bulletins nuls                                                               | Bulletins nuls                                                          | 338                       | 0,66                      | 1 179                    | 2,50                     |
| Suffrages exprimés                                                           | Suffrages exprimés                                                      | 50 244                    | 97,80                     | 43 856                   | 93,16                    |
|                                                                              |                                                                         |                           |                           |                          |                          |
| Candidat Étiquette politique (partis et alliances)                           | Candidat Étiquette politique (partis et alliances)                      | Voix                      | % des exprimés            | Voix                     | % des exprimés           |
|                                                                              |                                                                         |                           |                           |                          |                          |
|                                                                              | Christine Heintz La République en marche                                | 15 875                    | 31,60                     | 18 886                   | 43,06                    |
|                                                                              | Delphine Batho (députée sortante) Parti socialiste                      | 14 970                    | 29,79                     | 24 970                   | 56,94                    |
|                                                                              | Séverine Vachon Les Républicains (Union des démocrates et indépendants) | 6 395                     | 12,73                     |                          |                          |
|                                                                              | Jean-Romée Charbonneau Front national                                   | 5 577                     | 11,10                     |                          |                          |
|                                                                              | Yannick Maillou La France insoumise                                     | 5 319                     | 10,59                     |                          |                          |
|                                                                              | Laurence Réau Europe Écologie Les Verts                                 | 1 284                     | 2,56                      |                          |                          |
|                                                                              | Sylvie Clément Divers (Union populaire républicaine)                    | 444                       | 0,88                      |                          |                          |
|                                                                              | Nicole Poupinot Lutte ouvrière                                          | 380                       | 0,76                      |                          |                          |
| Source : Ministère de l'Intérieur - Deuxième circonscription des Deux-Sèvres |                                                                         |                           |                           |                          |                          |

#### Élections de 2022
| Résultats des élections législatives des 12 et 19 juin 2022 de la 2e circonscription des Deux-Sèvres |                          |                          |                          |              |              |             |             |
| Candidat                                                                                             | Candidat                 | Parti et coalition       | Nuance                   | Premier tour | Premier tour | Second tour | Second tour |
| Candidat                                                                                             | Candidat                 | Parti et coalition       | Nuance                   | Voix         | %            | Voix        | %           |
| | Delphine Batho           | GÉ (NUPES)               | NUP                      | 17 477       | 36,38        | 25 014      | 57,88       |
| | Cécilia Rochefort        | MoDem (ENS)              | ENS                      | 12 049       | 25,08        | 18 201      | 42,12       |
| | Carine Revers            | RN                       | RN                       | 9 328        | 19,42        |             |             |
| | Gaël Joseph              | PS diss.                 | DVG                      | 3 492        | 7,27         |             |             |
| | Émilie Baudrez           | LR (UDC)                 | LR                       | 3 048        | 6,34         |             |             |
| | Roland Sainty            | REC                      | REC                      | 1 389        | 2,89         |             |             |
| | Valérie Dupuy            | LP (UPF)                 | DSV                      | 748          | 1,56         |             |             |
| | Roger Gorizzutti         | LO                       | DXG                      | 507          | 1,06         |             |             |
| Votes valides                                                                                        | Votes valides            | Votes valides            | Votes valides            | 48 038       | 97,40        | 43 215      | 92,25       |
| Votes blancs                                                                                         | Votes blancs             | Votes blancs             | Votes blancs             | 871          | 1,77         | 2 281       | 4,87        |
| Votes nuls                                                                                           | Votes nuls               | Votes nuls               | Votes nuls               | 410          | 0,83         | 1 347       | 2,88        |
| Total                                                                                                | Total                    | Total                    | Total                    | 49 319       | 100          | 46 843      | 100         |
| Abstention                                                                                           | Abstention               | Abstention               | Abstention               | 48 985       | 49,83        | 51 462      | 52,35       |
| Inscrits / participation                                                                             | Inscrits / participation | Inscrits / participation | Inscrits / participation | 98 304       | 50,17        | 98 305      | 47,65       |

### Élections de 2024
| Résultats des élections législatives des 30 juin et 7 juillet 2024 de la 2e circonscription des Deux-Sèvres |                          |                           |                          |              |              |             |             |
| Candidat | Candidat                 | Parti et coalition        | Nuance                   | Premier tour | Premier tour | Second tour | Second tour |
| Candidat | Candidat                 | Parti et coalition        | Nuance                   | Voix         | %            | Voix        | %           |
| | Delphine Batho           | Génération écologie (NFP) | UG                       | 25 436       | 38,57        | 37 808      | 59,21       |
| | Mélody Garault           | Rassemblement national    | RN                       | 22 500       | 34,12        | 26 048      | 40,79       |
| | Frédéric Bizard          | Mouvement démocrate (ENS) | ENS                      | 10 536       | 15,98        |             |             |
| | Émilie Baudrez           | Les Républicains          | LR                       | 6 107        | 9,26         |             |             |
| | Guy Bourdon              | Reconquête                | REC                      | 760          | 1,15         |             |             |
| | Roger Gorizzutti         | Lutte ouvrière            | EXG                      | 607          | 0,92         |             |             |
| Votes valides                                                                                               | Votes valides            | Votes valides             | Votes valides            | 65 946       | 96,61        | 63 856      | 93,40       |
| Votes blancs                                                                                                | Votes blancs             | Votes blancs              | Votes blancs             | 1 446        | 2,12         | 3 216       | 4,70        |
| Votes nuls                                                                                                  | Votes nuls               | Votes nuls                | Votes nuls               | 870          | 1,27         | 1 296       | 1,90        |
| Total | Total                    | Total                     | Total                    | 68 262       | 100          | 68 368      | 100         |
| Abstention                                                                                                  | Abstention               | Abstention                | Abstention               | 29 792       | 30,38        | 29 687      | 30,28       |
| Inscrits / participation                                                                                    | Inscrits / participation | Inscrits / participation  | Inscrits / participation | 98 054       | 69,62        | 98 055      | 69,72       |

#### Département des Deux-Sèvres
- La fiche de l'INSEE de cette circonscription : « Tableaux et Analyses de la deuxième circonscription des Deux-Sèvres », sur insee.fr, site de l'Institut national de la statistique et des études économiques (consulté le 10 juin 2007) [PDF]
- « Tous les députés du département des Deux-Sèvres depuis 1789 », sur assemblee-nationale.fr, site de l'Assemblée nationale française (consulté le 10 juin 2007)
- « Informations contentieuses sur le département des Deux-Sèvres (Élections législatives de 2002) »(Archive.org • Wikiwix • Archive.is • Google • Que faire ?), sur conseil-constitutionnel.fr, site du Conseil constitutionnel (consulté le 13 juin 2007)

#### Circonscriptions en France
- « Carte des circonscriptions législatives en France », sur assemblee-nationale.fr, site de l'Assemblée nationale française (consulté le 20 juin 2007)
- « Résultats électoraux officiels en France »(Archive.org • Wikiwix • Archive.is • Google • Que faire ?), sur interieur.gouv.fr, site du ministère de l'Intérieur (France) (consulté le 13 juin 2007)
- Description et Atlas des circonscriptions électorales de France sur http://www.atlaspol.com, Atlaspol, site de cartographie géopolitique, consulté le 13 juin 2007.